# Godvin
A Godvin germán eredetű angol és északnémet név.

## Gyakorisága
Az 1990-es években szórványos név, a 2000-es években nem szerepel a 100 leggyakoribb férfinév között.

## Névnapok
- május 24.[2]